# Джими (Северная Осетия)
Джими (осет. Джими) — покинутое село в Алагирском районе Республики Северная Осетия-Алания.
В XXI веке руинизировано.

## География
Находится на правом берегу реки Ардон в Алагирском ущелье.

## История
Этимология топонима представляется затруднительной, но можно предположить, что в основе лежит сванский корень gim, связанный с земледелием. Считается[кем?], что осетинское селение Джими появилось в позднем средневековье, вероятно в XV веке. Население состояло из потомков колен алагирского общества — Сидамонта и Кусагонта, самыми большими фамилиями считались Бекузаровы и Гасиевы. В селении сохранились оборонительные сооружения в виде боевой и жилой башни (ганах Гасиевых), а также погребальный склеп башенного типа.

## Население
В процессе урбанизации началось переселение горцев в более крупные селения, в результате чего население уменьшилось более чем на половину.

## Инфраструктура
В конце XIX века здесь начались разработки месторождений медных и серебро-свинцовых руд, развитие которых продолжилось и в советский период.
В 1930-х годах действовал скотоводческий колхоз «Большевик».

## Транспорт
Село доступно двумя путями: по Транскавказской магистрали до Нижнего Унала, затем ехать в направлении посёлка Холст. Или добираться по Куртатинскому ущелью до села Харисджин, подняться на Архонский перевал и на спуске со стороны Алагирского ущелья будет село.